# Fáy Béla
Fáy Béla (Érsekújvár, 1901. június 8. – Baden bei Wien, 1984. november 6.) magyar színész.

## Pályafutása
Fáy Mihály és Brenner Mária fiaként született. Kereskedelmi iskolát végzett, majd Rózsahegyi Kálmán színésziskolájában tanult. 
1924-ben lépett színpadra, Sopronban, Szombathelyen, Pécsett, Szegeden, Kassán, Pozsonyban és Miskolcon játszott. 1934-től Budapesten a Magyar Rádiónál dolgozott. Tagja volt a Bethlen-téri Színháznak, a Magyar Színháznak, a Városi Színháznak, majd 1938-tól egészen 1944 márciusáig a Vígszínháznak. Ekkor egy autókereskedési vállalat vezetője lett. 
Az igazolóbizottság a Magyar Világhíradóknál betöltött kommentátorsága miatt 1945-ben négy évre eltiltotta tevékenységétől. 1947 decemberéig fuvarosként dolgozott egy MATEOSZ-tól vásárolt teherautóval. 
Ezután kivándorolt Dél-Amerikába, majd Venezuelában és Chilében élt, végül Ausztriába költözött. A legtisztábban beszélő színészek egyikeként volt ismert.

## Filmjei

### Színészként
- Szerelmi álmok (1935, magyar-német-osztrák) – Hanz Wendland, Liszt Ferenc tanítványa
- Szent Péter esernyője (1935) – Bély János, glogovai pap
- Mária nővér (1936) – Bandi, Matyi barátja
- Viki (1937) – Kovács, Viki párbajsegéde
- 120-as tempó (1937) – Székely, banktisztviselő
- Úrilány szobát keres (1937) – ápoló
- 3 : 1 a szerelem javára (1937) – futballista
- A Noszty-fiú esete Tóth Marival (1937, magyar-német-osztrák) – katona
- Az örök titok (1938) – Blanchardné unokaöccse
- Fekete gyémántok (1938) – spekuláns a tőzsdén
- Papucshős (1938) – vendég Ráczék estélyén
- Borcsa Amerikában (1938) – hajógépész
- Azurexpress (1938) – velencei inas
- Rozmaring (1938) – főpincér a bárban
- Szegény gazdagok (1938) – Seregélyes János
- A varieté csillagai (1938, magyar-német) – írnok
- 13 kislány mosolyog az égre (1938) – igazgatósági tag
- Nincsenek véletlenek (1938) – inas Patakynál
- Bors István (1938-39) – Elemér, Tulogdy Ilonka vőlegénye
- Álomsárkány (1939)
- Pénz áll a házhoz (1939) – Horváth Ábel, a Tura Utazási Iroda igazgatója
- Bercsényi huszárok (1939) – Bartem, huszár főhadnagy
- Fűszer és csemege (1939) – Aladár barátja
- Te vagy a dal (1940)
- Erzsébet királyné (1940) – lakáj
- Zavaros éjszaka (1940)
- Ismeretlen ellenfél (1940) – alezredes
- Sok hűhó Emmiért (1940) – Málnásy barátja
- Zárt tárgyalás (1940) – tanú Ács tárgyalásán
- Cserebere (1940) – Laci, Kerekes István barátja
- Hétszilvafa (1940) – Fazekas, ügyvéd
- Szeressük egymást (1940) – Pásztori, Vera egyik barátnőjének férje
- Elkésett levél (1940) – Torda Anna főnöke
- A kegyelmes úr rokona (1941) – Kiszely
- Európa nem válaszol (1941) – tiszt a hajón
- Néma kolostor (1941) – Wahldorf Armand, az idős gróf nevelt fia
- Leányvásár (1941) – jogász
- Lesz, ami lesz (1941) – Ferenc, Éva inasa
- Csákó és kalap (1941) – ezredorvos a sorozáson
- Intéző úr (1941)
- Életre ítéltek! (1941) – mérnök, vendég a lokálban
- Dr. Kovács István (1941)
- Gentryfészek (1941) – Völcsöky Pál II.
- Éjfélre kiderül (1942) – az elnök sofőrje
- Őrségváltás (1942)
- Jelmezbál (1942) – Condylis Kostantin
- A harmincadik... (1941) – Laskó Viktor, főmérnök
- Szeptember végén (1942) – Horváth Árpád egyetemi tanár, Júlia 2. férje
- Lejtőn (1943) – Bruyant, főszerkesztő
- Késő (1943) – újságíró
- A 28-as (1943) – bonviván
- Nemes Rózsa (1943) – Bodnár, jószágigazgató
- Aranypáva (1943) – Frici, zenész az Aranypávában
- Ördöglovas (1943) – Brechar márki, Leontine udvarlója
- Fehér vonat (1943)
- Magyar sasok (1943) – Szaloveczky Ervin, kém
- A látszat csal (1943)
- Idegen utakon (1944) – Márton, szanatóriumi főorvos

### Rendezőként
- Zenélő ifjúság (1935, rövid kultúr)
- Szól a nóta (1940, rövid kultúr)
- Széchenyi (1941, rövid kultúr)
- Tangóharmonika-parádé (1942, rövid kultúr)
- A bélyegek élete (1942, rövid, kultúr)

## Műfordítása
- Luigi Pirandello: Forog a film... Athenaeum Könyvkiadó, Budapest, [194?].